# 1989년 8월 일본 자유민주당 총재 선거
1989년 8월 자유민주당 총재 선거(일본어: 1989年8月自由民主党総裁選挙)는 1989년 8월 8일에 실시된 자유민주당 총재를 선출하기 위한 선거다.

## 과정
1989년 7월24일에 시행된 제15회 참원선에서 자유민주당은 반수에도 못 미치는 의석을 얻는 대참패를 당했다. 이에 대한 책임을 지고 우노 소스케가 2개월 만에 총재직을 내려놓게 되면서 총재 선거가 예정되었다.
자민당을 뒤흔든 리크루트 사건의 여파로 사건에 관련되어 있던 아베 신타로, 미야자와 기이치, 와타나베 미치오 등 파벌의 수장들은 사실상 입후보가 금지되었다. 경세회(다케시타파)는 자신들이 영향력을 행사할 수 있는 후보를 모색하던 중 전 문부상 가이후 도시키를 옹립하기로 결정했다. 고모토 도시오와 같은 고령자들은 세대 교체 요구에 직면할 수 있었고 하시모토 류타로와 같은 소장파 의원들은 다케시타 노보루나 아베와 같은 중진 의원들의 정치적 영향력이 감소할 우려가 있었기에 나이에 비해 당선 횟수가 많던 가이후는 적합한 후보였던 셈이다.
경세회, 청화회(아베파), 신정책연구회(고모토파)가 가이후를 지지하면서 가이후의 당선은 확정적이었다. 하지만 목요 클럽(니카이도 그룹)의 하야시 요시로가 굉지회(미야자와파)의 지지를 받아 입후보했고 청화회에서 제명된 가메이 시즈카도 가이후와 하야시를 모두 지지하지 않아 히라누마 다케오, 소노다 히로유키와 함께 청화회의 이시하라 신타로를 옹립하는 등 과정이 순탄치는 않았다. 다만 이시하라는 추천인을 모집하는 데 상당히 고생했다.
이번 총재 선거는 처음으로 텔레비전을 통해 후보들이 자신의 정치적 견해를 밝히는 등 국민들과 더 가까이 다가가기 위한 노력을 한 선거이기도 했다.

## 후보자
| 하야시 요시로                                          | 가이후 도시키                                                              | 이시하라 신타로                                    |
|                                                        |                                                                            |                                                    |
| 중의원 의원(7선, 야마구치현 제1구) 후생대신(1982-1983) | 중의원 의원(10선, 아이치현 제3구) 문부대신(1985-1986) 국회대책위원장(1976) | 중의원 의원(6선, 도쿄도 제2구) 운수대신(1987-1988) |
| 목요 클럽(니카이도 그룹)                               | 신정책연구회(고모토파)                                                     | 청화회(아베파)                                     |
| 야마구치현                                             | 아이치현                                                                   | 도쿄부                                             |

## 결과
| 후보자          | 득표수 | 득표율 |
| --------------- | ------ | ------ |
| 가이후 도시키   | 279표  | 62.42% |
| 하야시 요시로   | 120표  | 26.85% |
| 이시하라 신타로 | 48표   | 10.74% |
| 합계            | 447표  | 100%   |
| 유효 투표수     | 447표  | 99.11% |
| 무효표·백표     | 4표    | 0.89%  |
| 유권자 수       | 451표  | 100%   |